# Sanžaagijn Bajar
Sanžaagijn Bajar, in lingua mongola Санжаагийн Баяр, (Ulan Bator, 4 marzo 1956), è un politico mongolo.
Era il primo ministro della Mongolia. Nel 1978 dopo aver conseguito la laurea in legge in Russia, intraprende l'attività giornalistica dal 1983 al 1990, e aderisce al Partito rivoluzionario del popolo della Mongolia (PRPM) nel 1988.
Nel corso del 1990, ha insegnato presso l'Accademia delle Scienze Sociali di Washington, ed è stato direttore dell'Istituto di Studi Strategici del Ministero della Difesa. Dal 2001 al 2005, è stato ambasciatore della Mongolia in Russia.
Nel 2005 viene nominato segretario generale del(PRPM), e nominato dunque primo ministro dall'assemblea, Una delle sue prime riforme è stata la nazionalizzazione della miniera di carbone di Tavan Tolgoj, nella provincia del Ômnôgov’.